# Byle do niedzieli
Byle do niedzieli (fr. Vivement dimanche!) – francuski film kryminalny z 1983 roku w reżyserii François Truffauta. Obraz powstał na podstawie opowiadania Charlesa Williamsa pt. The Long Saturday Night. Zdjęcia kręcono w Hyères w departamencie Var.

## Opis fabuły
Claude Massoulier zostaje zamordowany podczas polowania w tym samym miejscu, w którym znajdował się Julien Vercel (Jean-Louis Trintignant), znajomy ofiary, którego odciski palców policja znajduje w samochodzie denata. Kiedy policja dowiaduje się, że Marie-Christine Vercel (Caroline Sihol), żona Juliana, była kochanką Massouliera, Julien staje się głównym podejrzanym. Jednak jego sekretarka, Barbara Becker (Fanny Ardant), choć nie do końca przekonana o jego niewinności, rozpoczyna śledztwo na własną rękę.

## Obsada
- Jean-Louis Trintignant jako Julien Vercel
- Fanny Ardant jako Barbara Becker, jego sekretarka
- Caroline Sihol jako Marie-Christine Vercel
- Philippe Morier-Genoud jako komisarz Santelli
- Philippe Laudenbach jako mecenas Clement
- Pierre Gare jako inspektor Poivert
- Jean-Pierre Kalfon jako ksiądz Jacques Massoulier
- Xavier Saint-Macary jako Bertrand Fabre
- Jean-Louis Richard jako „Louison”
- Anik Belaubre jako Paule Delbecq
- Yann Dedet jako Anielska Twarz
- Nicole Félix jako prostytutka z blizną na twarzy
- Georges Koulouris jako Lablache, szef agencji detektywistycznej
- Pascale Pellegrin jako kandydat na sekretarza
- Roland Thénot jako Jambreau

## Nagrody
BAFTA
- Najlepszy film nieanglojęzyczny (nominacja) – Armand Barbault, François Truffaut

Cezar
- Najlepsza aktorka (nominacja) – Fanny Ardant
- Najlepszy reżyser (nominacja) – François Truffaut